# Bayleyite
La bayleyite ou bayléyite est un minéral carbonate hydraté d'uranyle et de magnésium de formule chimique : Mg2(UO2)(CO3)3 ·18(H2O). C'est un minéral secondaire contenant du magnésium, de l'uranium et du carbone. De couleur jaune vif, et d'habitus cristallin aciculaire, la bayleyite se trouve plus couramment sous forme de croûtes sur les minerais uranifères. Elle a une dureté d'environ 2 à 2,5 sur l'échelle de Mohs. Les cristaux sont bien formés, prismatiques courts sur [001], jusqu'à 0,1 mm ; généralement dans des agrégats globulaires et des croûtes de cristaux divergents.

## Histoire
La bayleyite a été décrite pour la première fois en 1948 à partir d'un échantillon de la mine Hillside, sa localité type, au nord de Bagdad, dans le comté de Yavapai, en Arizona, et doit son nom au minéralogiste américain William Shirley Bayley (1861-1943) de l'Université de l'Illinois. Elle a été confirmée comme espèce minérale par l'IMA qui lui attribue le symbôle Byy.  

## Gîtologie et gisements
Elle se présente sous forme d'efflorescence ou de revêtement sur d'autres minéraux secondaires et se dépose souvent sur les parois et les chantiers des mines. Elle se trouve en association avec la schrockingérite, l'andersonite, la swartzite et le gypse dans la mine Hillside ; avec de la schrockingérite et du gypse dans la mine Hideout dans l'Utah ; et avec la tyuyamunite, l'uranophane, la liebigite et la carnotite dans le bassin de Powder River au Wyoming. Selon la base de données minéralogique Mindat.org, il y a, en 2024, près de 37 gisements, pour la plupart en Amérique du Nord. En France, elle est signalée dans les anciennes carrières d'uranium de Lodève dans l'Hérault. Son origine est naturelle, et remonte jusqu'à la grande oxydation (à partir de 2,4 milliards d'années), ou anthropogène à travers l'activité minière. 

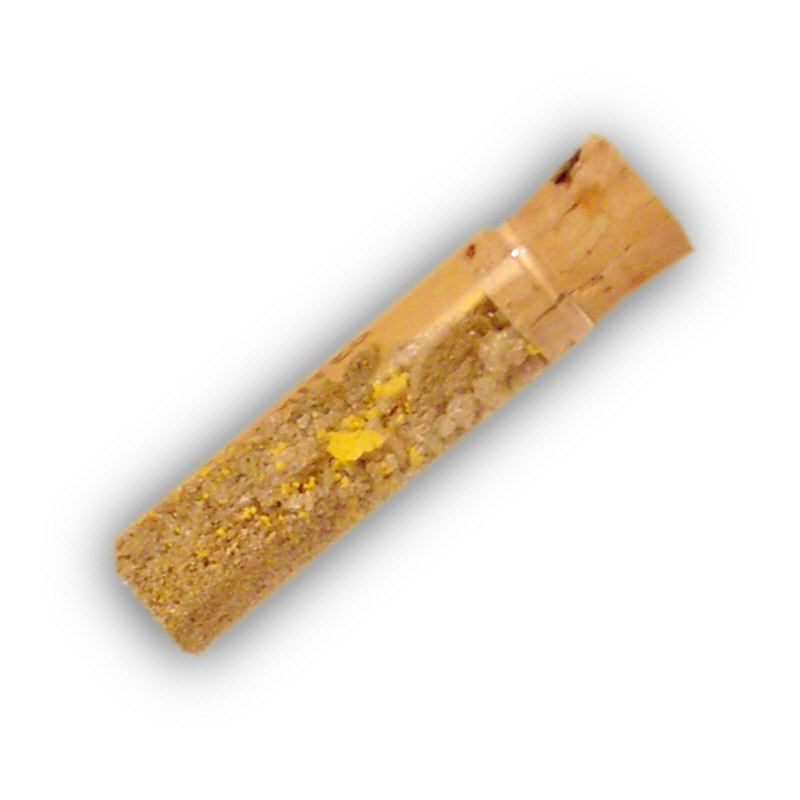
Bayleyite dans du sable, avec de l'andersonite, District Ambrosia Lake, Comté de McKinley, Nouveau-Mexique.